# سیارک ۱۵۳۹۹
سیارک ۱۵۳۹۹ (به انگلیسی: 15399 Hudec، نامگذاری:1997VE) پانزده هزار و سیصد و نود و نهمین سیارک کشف شده‌است که در ۲ نوامبر ۱۹۹۷ کشف شد.
قدر مطلق سیارک برابر ۱۴٫۶۰ است.